# 長孫翰
長孫 翰（ちょうそん かん、生年不詳 - 430年）は、北魏の軍人。本貫は代郡。

## 経歴
長孫肥の子として生まれた。道武帝のとき、騎射を得意としたため、猟郎となった。拓跋嗣が斉王であったとき、長孫翰は拓跋磨渾らとともに拓跋嗣を帝位に迎える計画を立てた。409年（永興元年）、拓跋嗣（明元帝）が即位すると、長孫翰は散騎常侍となり、拓跋磨渾らとともに側近に仕えた。功績により平南将軍の号を受けた。軍を率いて北の国境に駐屯し、威名は高く、柔然もかれを恐れた。後に都督北部諸軍事・平北将軍となり、真定侯に封じられた。柔然の侵攻を防いで功績を挙げ、爵位は公に進んだ。423年（泰常8年）、太武帝が即位すると、長孫翰は平城に召還されて、平陽王に封じられ、安集将軍の号を加えられた。
424年（始光元年）、柔然の大檀が雲中に侵攻してくると、太武帝は親征してこれを討ち、長孫翰は北部諸将の尉眷らを率いて、参合から北に出て、柔然の別帥の阿伏干を柞山で討ち、数千人を斬首し、馬1万頭あまりを鹵獲した。425年（始光2年）、司徒に任じられた。魏軍が五道に分かれて柔然を討つと、長孫翰は一軍を率いて黒漠から侵攻した。東平公娥清とともに長川に出て大檀を討ち、大檀が北に逃れると、長孫翰は追撃して勝利を収め、凱旋した。426年（始光3年）、太武帝が赫連昌を討つと、長孫翰は従軍して勝利をえた。427年（始光4年）、太武帝が再び赫連昌を討つと、長孫翰は長孫道生や娥清とともに3万騎を率いて先鋒をつとめた。赫連昌が上邽に逃れると、長孫翰は8000騎を率いてこれを追い、高平まで進軍したが、追いつけずに帰還した。429年（神䴥2年）、柔然に対する北伐に従い、西道から大娥山に向かった。太武帝が砂漠を縦断すると、大檀は敗走した。長孫翰の軍は大檀の弟の匹黎の兵と遭遇し、交戦すると匹黎は潰走し、その渠帥数百人を斬った。
430年（神䴥3年）2月、死去した。諡は威といった。遺体は金陵に陪葬された。
子に長孫平成があり、平陽公・南部尚書となった。

## 伝記資料
- 『魏書』巻26 列伝第14
- 『北史』巻22 列伝第10